# Abahlali baseMjondolo
Abahlali baseMjondolo (AbM) es un movimiento de masas popular, no profesional y democrático de los habitantes de asentamientos informales en Sudáfrica que surgió para reivindicar el derecho a una vivienda digna.

## Inicios
Comenzó con un bloqueo de carreteras organizado en los asentamientos informales Kennedy Road de la ciudad de Durban, a principios de 2005, y ahora opera en la provincia de KwaZulu-Natal. Las palabras Abahlali baseMjondolo es la forma de nombrar en idioma zulú a las personas que viven en asentamientos informales y chabolas.
Abahlali baseMjondolo (AbM) se niega a participar en política de partidos o en cualquier estilo de profesionalización de organizaciones no gubernamentales o individualización de la lucha y en su lugar trata de construir el poder democrático del pueblo donde las personas viven y trabajan. Se ha puesto a la dignidad de los pobres en el centro de su política.
Abahlali baseMjondolo (AbM) cuenta con miembros en 36 asentamientos, algunos bloques de pisos, algunas zonas rurales y entre algunos comerciantes de la calle. Alrededor de 17 de estas ramas participan en el movimiento en el día a día. Los otros tienden a ser activos solo en tiempos de crisis política o el aumento de la temperatura política. La mayoría de los asentamientos afiliados a la circulación están en y alrededor de las ciudades de Durban, Pinetown y Pietermartizburg. También hay sucursales en otras ciudades como Port Shepstone, Ermelo y Tongaat; también hay miembros en Ciudad del Cabo.
A pesar de ser un gran movimiento regional en vez de un movimiento nacional como se denomina a menudo, como mucho, el mayor movimiento de los pobres que ha surgido fuera de la alianza del Congreso Nacional Africano hasta ahora, en la Sudáfrica posterior al apartheid. Abahlali baseMjondolo ha sido objeto de la represión del estado sufriendo numerosos golpes policiales y más de 200 detenciones en los últimos tres años. Ni una sola de estas detenciones ha dado lugar a una condena y el movimiento en la actualidad demanda a la policía con el apoyo de Amnistía Internacional. Afirma que ha sido objeto de hostigamiento policial ilegal, con uso de la violencia y la intimidación. Ha recibido todo el apoyo de los más altos líderes de la Iglesia sobre el tema de hostigamiento de la policía. Los periodistas que cubren las protestas de Abahlali baseMjondolo también han informado de intimidación violenta por parte de la policía.
El movimiento tiene un alto perfil en los medios de comunicación, especialmente en el medios zulúes de comunicación y en la radio local.
Abahlali baseMjondolo trabaja muy estrechamente con la Campaña de Lucha contra el desalojo en Cabo Occidental.

## Historia

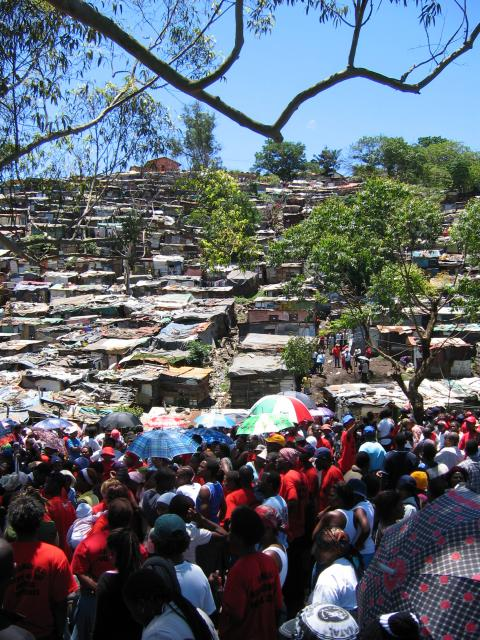
Asamblea Abahlali baseMjondolo, Asentamiento de Foreman Road

En 2001, el Municipio Metropolitano de eThekwini, que gobierna la ciudad de Durban y los lugares circundantes, incluido Pinetown, se embarcó en un "programa de supresión de asentamientos informales". Esto significó la demolición constante de los asentamientos de viviendas precarias y la negativa a proporcionar servicios básicos (por ejemplo, electricidad y saneamiento ambiental) a los asentamientos existentes con el argumento de que todos los asentamientos informales, ahora eran temporales. Después de estas demoliciones, algunos habitantes de los asentamientos simplemente quedaron sin hogar y otros fueron sometidos a desalojos forzosos ilegales y luego se trasladaron a la periferia rural de la ciudad.
Abahlali baseMjondolo (AbM) se formó a partir de una serie de protestas por la vivienda en 2005. En primer lugar, 750 personas del asentamiento informal Kennedy Road en Durban bloquearon la autopista N2 durante cuatro horas con una barricada en llamas. Hubo 14 arrestos. El trabajo original del grupo desde 2005 en adelante se comprometió principalmente a oponerse a las demoliciones y las mudanzas forzadas y a luchar por una buena tierra y viviendas de calidad en las ciudades. En la mayoría de los casos, esto implicaba una demanda de mejora de los asentamientos informales o la construcción de nuevas casas cerca de donde estaban los asentamientos existentes. Sin embargo, el movimiento también ha argumentado que los servicios básicos como el agua, la electricidad y letrinas, deben proporcionarse de inmediato en los asentamientos informales mientras se negocia la tierra y la vivienda. El movimiento también se ha involucrado en acciones masivas que proporcionan acceso al agua y la electricidad. AbM rápidamente tuvo un grado considerable de éxito al detener los desalojos y las mudanzas forzadas, ganando el derecho de construir nuevas viviendas y obtener acceso a los servicios básicos. Sin embargo, durante tres años no pudo asegurar el acceso a tierras urbanas decentes para nuevas viviendas.
Las Naciones Unidas expresaron serias preocupaciones a principios de 2008 sobre el tratamiento de los habitantes de los asentamientos informales en Durban. A finales de 2008, el presidente de AbM, S'bu Zikode anunció un acuerdo con el Municipio Metropolitano de eThekwini que vería la prestación de servicios a 14 asentamientos y la seguridad de la tenencia y la vivienda formal a tres. El municipio confirmó este acuerdo en febrero de 2009. AbM ha estado involucrado en un conflicto considerable con el Municipio Metropolitano de eThekwini y ha emprendido numerosas protestas y acciones legales. Sus miembros han sido golpeados y sus líderes arrestados por el Servicio de Policía de Sudáfrica en Sydenham, Durban. AbM a menudo ha denunciado graves hostigamientos policiales, incluida tortura. En varias ocasiones, estos reclamos han sido apoyados por líderes de la iglesia y organizaciones de derechos humanos. Abahlali baseMjondolo ha demandado con éxito a la policía por asaltos ilegales a sus miembros. En octubre de 2009, ganó un caso judicial en apelación que declaró inconstitucional la Ley de barrios marginales de KZN.
Hubo un agudo conflicto entre Abahlali baseMjondolo y el Ayuntamiento de Ciudad del Cabo en 2009. Esto se centró en la ocupación de la tierra de la aldea de Macassar. Hubo un conflicto similar en 2013 en torno a la ocupación de tierras de Marikana. También hubo preocupación por la posibilidad de desalojos relacionados con la Copa Mundial de Fútbol 2010.
El trabajo académico sobre Abahlali baseMjondolo enfatiza que no está profesionalizado (es decir, sus líderes no son asalariados), independiente del control de las ONG, autónomo de las organizaciones políticas y de los partidos políticos y democrático. Sarah Cooper-Knock describe el movimiento como "neuróticamente democrático, impresionantemente diverso y firmemente autocrítico". Ercument Celik escribe que "Experimenté cuán democráticamente el movimiento dirigió sus reuniones". Según The Times, el movimiento "ha sacudido el panorama político de Sudáfrica". El académico Peter Vale escribe que Abahlali baseMjondolo es "junto con la Campaña de Acción de Tratamiento la agrupación más efectiva en la sociedad civil sudafricana". Khadija Patel ha escrito que el movimiento "está a la vanguardia de una nueva ola de movilización política de masas".
Abahlali baseMjondolo, junto con la Campaña contra el Desalojo de Western Cape, se ha negado a trabajar con la ONG Social Movements Indaba (SMI) y algunas de las ONG involucradas con el SMI. El movimiento ha sido particularmente crítico con el Centro para la Sociedad Civil de la Universidad de KwaZulu-Natal y se niega a trabajar con el Centro.
Desde sus comienzos en Durban, Abahlali baseMjondolo se ha expandido a las ciudades de Pietermaritzburg y Ciudad del Cabo. Es la mayor organización de habitantes de Sudáfrica sobre asentamientos informales que organiza campañas para mejorar las condiciones de vida de los pobres y democratizar la sociedad desde abajo. AbM utiliza los teléfonos celulares para organizarse, genera sus propios medios de comunicación siempre que sea posible y también ha utilizado películas. El galardonado largometraje documental Dear Mandela cuenta la historia de tres jóvenes activistas en Abahlali baseMjondolo.

## Miembros y organización
Abahlali baseMjondolo (AbM) confirmó en 2010 que tenía alrededor de 25 000 miembros activos en 64 asentamientos informales diferentes, de los cuales poco más de 10 000 estaban registrados con tarjeta. Organizan una liga juvenil y una liga femenina. Además, y entre otras muchas actividades, organiza cursos de educación formal y emite certificados. La Universidad de Abahlali baseMjondolo enseña a través de canciones y debates, y archiva el proceso de producción de conocimiento. También alberga seminarios con regularidad. En la página web se pueden seguir las diferentes actividades que organizan.

## Campañas
Desde 2005, el movimiento ha llevado a cabo una serie de marchas a gran escala, creó numerosas instituciones de doble poder involucró en acciones directas como ocupaciones de tierras, conexiones de agua y electricidad autoorganizadas y realizó uso táctico de los tribunales. El movimiento a menudo ha hecho declaraciones anticapitalistas, ha pedido "un comunismo vivo", y ha exigido la expropiación de tierras privadas para viviendas públicas.
Durante la pandemia de enfermedad por coronavirus de 2020 en Sudáfrica, Abahlali baseMjondolo (AbM) hizo un alto en todos sus eventos planificados, incluida la manifestación anual del Día de la Libertad. También advirtió que la mayoría de las precauciones contra el virus suponían que las personas tenían acceso a saneamiento y agua corriente, una situación que no era el caso para muchos de sus miembros que viven en asentamientos informales. Ronald Lamola, Ministro de Justicia y Servicios Correccionales, introdujo una moratoria sobre los desalojos durante el cierre (que comenzó el 27 de marzo de 2020), pero el Municipio Metropolitano de eThekwini llevó a cabo desalojos en Durban y afectó a unas 900 personas. Tres de los asentamientos fueron Azania, eKhenana y Ekuphumeleleni, todos afiliados a AbM. Azania fue puesta en cuestión el 26 de febrero de 2019 y fue desalojada por completo, afectando a unas 300 personas, dos de las cuales recibieron disparos con munición real.

## Suelo y vivienda
Abahlali baseMjondolo (AbM) hace campaña para conseguir terrenos urbanos bien ubicados para vivienda pública y ha ocupado terrenos gubernamentales no utilizados. Una demanda principal del movimiento ha sido una vivienda pública decente y gran parte de su trabajo toma la forma de desalojos opuestos. El movimiento a menudo ha usado la frase "El derecho a la ciudad" para insistir en que la ubicación de la vivienda es de importancia crítica y exige que los asentamientos informales se actualicen donde están y que las personas no sean trasladadas a desarrollos fuera de la ciudad. El movimiento rechaza los enfoques tecnocráticos de la crisis de la vivienda y enfatiza la necesidad de que la dignidad sea central para la resolución de la crisis de la vivienda. Se opone a que los habitantes de los asentamientos sean trasladados a "campamentos de tránsito". El movimiento se opone a todos los desalojos y expulsiones forzadas y ha hecho una fuerte campaña en este sentido a través de protestas públicas y, también, acciones legales.
Las ocupaciones de tierras organizadas por Abahlali baseMjondolo incluyen Ocupación de la tierra de la aldea de Macassar (2009), Marikana ocupación de tierras (Ciudad del Cabo) (2013) y Marikana ocupación de tierras (Durban) (2013). Activistas de AbM establecieron la ocupación de tierras eKhanana en 2018, en Cato Crest, Durban. La Unidad Anti-Invasión de Tierras demolió y quemó 50 chozas, pero la ocupación continuó. En 2019, los ocupantes ganaron el derecho de permanecer en la tierra.

## Servicios
Abahlali baseMjondolo también ha hecho campaña por la provisión de servicios básicos para acoger los asentamientos. En Sudáfrica, hay un promedio de "diez incendios en cabañas por día con alguien que muere en un incendio en los asentamientos informales cada dos días". AbM ha hecho campaña sobre este tema exigiendo, entre otras cosas, la electrificación de los asentamientos informales. También ha conectado a miles de personas a la electricidad. El movimiento hace campaña por la igualdad de acceso a la educación escolar para los niños pobres. AbM ha organizado una serie de proyectos de ayuda mutua: guarderías, cocinas y huertos.

## Luchando contra la Ley de barrios marginales de KZN

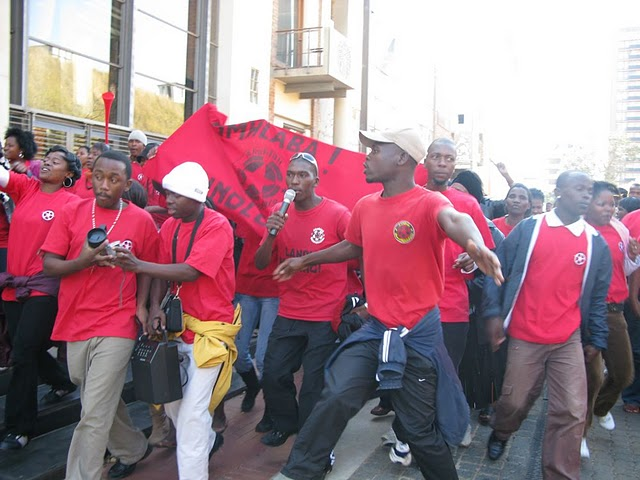
Protesta en los Asentamientos informales de Abahlali baseMjondolo

La Ley de supresión y prevención de resurgimiento de asentamientos informales de KwaZulu-Natal de 2007 fue introducida en 2007 por el Gobierno de la Provincia de KwaZulu-Natal. Le dio a los propietarios de tierras y municipios mayores poderes para desalojar a inquilinos y ocupantes ilegales. AbM acudió a los tribunales en un intento de declarar el acto inconstitucional, pero perdió el caso. El 14 de mayo de 2009, llevó el caso en apelación ante el Tribunal Constitucional. La sentencia se dictó el 14 de octubre de 2009 y el movimiento ganó el caso con costas.

## Xenofobia y brutalidad policial
Abahlali baseMjondolo tuvo una posición firme contra los ataques xenófobos que barrieron el país en mayo de 2008. Hubo ataques en los municipios contra inmigrantes de Mozambique y Zimbabue, que causaron más de cincuenta muertes. AbM lanzó una declaración en Afrikáans, inglés, isiZulu, alemán y portugués que declaraba que "una persona no puede ser ilegal [...] no convierta a sus vecinos sufrientes en enemigos". El sociólogo Michael Neocosmos vio esto como la "declaración más importante sobre la violencia xenófoba" y alabó el hecho de que era un grupo de habitantes de asentamientos informales que abordaba el tema.
No hubo ataques en ningún asentamiento de Abahlali baseMjondolo. El movimiento también pudo detener un ataque en curso en el asentamiento de Kenville (no afiliado a Abahlali baseMjondolo) y ofrecer refugio a algunas personas desplazadas en los ataques.
El movimiento ha organizado numerosas acciones contra el racismo y la brutalidad policiales y a menudo ha exigido un acceso justo a los servicios policiales para los habitantes de los asentamientos informales.

## Copa Mundial de la FIFA 2010
La Copa Mundial de Fútbol de 2010 fue organizada por Sudáfrica. En el período previo al evento, con la expectativa de visita de 450,000 personas, hubo preocupaciones de que los intereses de los pobres se ignoraran a medida que se reconstruían las carreteras y se construían nuevos estadios. Miles de personas fueron desalojadas y, en octubre de 2009, hombres armados atacaron un asentamiento informal en Durban, matando a dos personas y demoliendo treinta casas.
En el periódico The guardian:

We are supposed to be happy and excited to be hosting this major event but evictions are already taking place on a large scale. The government is focusing on the international visitors rather than poor communities. The role of the poor is seemingly to work hard in hotels, soccer stadiums and other facilities for the world's benefit, but then be kicked out of the cities and not share in the profits.
S'bu Zikode (The Guardian)

Un plan de seguridad que costó 1300 millones de rand (98 millones de £) involucró sitios protegidos por 41 000 policías equipados con cañones de agua, drones y helicópteros. Si bien la copa costó alrededor de 4 mil millones £ en total, el 43 % de los adultos sudafricanos permanecieron desempleados. La sucursal de AbM en el Cabo Occidental amenazó con construir asentamientos informales fuera del estadio de Ciudad del Cabo para llamar la atención sobre su situación. Sin embargo, no pudieron cumplir con esta amenaza.

## Filosofía
Abahlali baseMjondolo se describe a sí misma como "una política casera en la que todos pueden entender y encontrar un hogar" y enfatiza que se mueve de la experiencia vivida de los pobres para crear una política que sea tanto intelectual como de acción. Un eslogan del grupo es No hables de nosotros, habla con nosotros. Su demanda clave es que el valor social de la tierra urbana debe tener prioridad sobre su valor comercial y hace campaña por la expropiación pública de grandes propiedades de propiedad privada. La estrategia de organización clave es tratar de "recrear Los Comunes" desde abajo tratando de crear una serie de comunas vinculadas.
Su filosofía se ha esbozado en una serie de artículos y entrevistas. Las ideas clave son las de una política de los pobres, una política viva y la política de un pueblo. Se entiende que una política de los pobres significa una política dirigida por los pobres y para los pobres de una manera que permita a los pobres ser participantes activos en las luchas realizadas en su nombre. Prácticamente, significa que dicha política debe llevarse a cabo donde viven las personas pobres o en lugares a los que pueden acceder fácilmente, en los momentos en que son libres, en los idiomas que hablan. No significa que las personas y organizaciones de la clase media estén excluidas, sino que se espera que vengan a estos espacios y emprendan sus políticas allí de manera dialógica y democrática. Hay dos aspectos clave para la idea de una política viva. La primera es que se entiende como una política que comienza no desde la teoría externa sino desde la experiencia de las personas que la conforman. Se argumenta que la educación política generalmente opera para crear nuevas élites que median las relaciones de mecenazgo hacia arriba y que imponen ideas a los demás y excluyen a la gente común de pensar políticamente. Esta política no es anti-teórica: simplemente afirma la necesidad de comenzar desde la experiencia vivida y avanzar desde allí en lugar de comenzar desde la teoría (generalmente importada de la División Norte-Sur) e imponer la teoría sobre la experiencia vivida del sufrimiento y la resistencia en los asentamientos informales. El segundo aspecto clave, de una política viva, es que el pensamiento político siempre se lleva a cabo democráticamente y en común. La política popular se opone a la política de partidos o política de los políticos (así como a las formas antidemocráticas de la política de las ONG) y se argumenta que el primero es un proyecto democrático popular emprendido sin recompensa financiera y con un rechazo explícito de roles representativos y personales. poder, mientras que este último es un proyecto representativo profesional de arriba hacia abajo impulsado por el poder personal.
Si bien el movimiento tiene claro que sus objetivos inmediatos clave son 'tierra y vivienda', es igualmente claro que considera que su política va más allá de esto. S'bu Zikode ha comentado que: "Hemos visto en ciertos casos en Sudáfrica, donde los gobiernos han entregado casas simplemente para silenciar a los pobres. Esto no es aceptable para nosotros. La lucha de Abahlali baseMjondolo va más allá de la vivienda. Luchamos por el respeto y la dignidad. Si se dan casas para silenciar a los pobres, entonces esas casas no son aceptables para nosotros".
Abahlali baseMjondolo en ocasiones se ha calificado como anarquista o Movimiento autónomo en su práctica. Esto se debe principalmente a que su praxis se correlaciona estrechamente con los principios centrales del anarquismo, incluida la descentralización, la oposición a la jerarquía impuesta, la democracia directa y el reconocimiento de la conexión entre medios y fines. Sin embargo, el movimiento nunca se ha descrito como anarquista o autonomista. Zikode ha dicho que el movimiento aspira a "una ética del comunismo vivo".

## Elecciones
Abahlali baseMjondolo, junto con movimientos de base similares en Johannesburgo y Ciudad del Cabo, ha adoptado tradicionalmente una postura crítica hacia las elecciones estatales en Sudáfrica. Boicoteó las elecciones del gobierno local en 2006, las elecciones del gobierno nacional en 2009 y las elecciones del gobierno local de 2011 bajo la bandera de No Land! Ninguna casa! ¡Sin voto!. Tiene una historia de conflicto tanto con el Congreso Nacional Africano como con la Alianza Democrática. El trabajo académico sostiene que de esta manera el movimiento ha protegido su autonomía de los partidos políticos y las ONG. The Mail & Guardian informó que "Casi el 75 % de los sudafricanos de entre 20 y 29 años no votaron en las elecciones de 2011 [gobierno local]" y que "los sudafricanos de ese grupo de edad tenían más probabilidades de haber participado en violentas protestas callejeras contra el ANC local que haber votado por el partido gobernante ".

The government and academics speak about the poor all the time, but so few want to speak to the poor...It becomes clear that our job is just to vote and then watch the rich speak about us as we get poorer
S'bu Zikode

El vicepresidente de Abahlali baseMjondolo, Mendela, Lindela Figlan, ha argumentado que "votar a alguien en el gobierno solo les da poder para oprimirnos y explotarnos". A pesar de este sentimiento, en el mitin del "Día de la No Libertad" de AbM celebrado en Kwa-Mashu el 27 de abril de 2014, el presidente del movimiento, Sbu Zikode, anunció que "abandonarían su campaña No Land, No House, No Vote" y emitieron un "voto estratégico" en las elecciones del 7 de mayo ". Unos días más tarde, Zikode firmó un pacto con la Alianza Democrática (DA) centrista, declarando que "Alentamos a nuestros camaradas y miembros a votar por la Alianza Democrática para que podamos deshacernos de la corrupción". Zikode aclaró que "Abahlali no se unirá a DA ni a ningún partido político. Seguiremos siendo independientes de todo tipo de partidos políticos convencionales. Pero esta vez es una asociación táctica donde el objetivo es deshacerse realmente de la fiesta que se ha convertido en una amenaza para la sociedad ". El fiscal de distrito acogió con beneplácito el respaldo de AbM, afirmando que esto había sucedido después de dos años de compromiso.
El grupo anunció en 2019 que el único partido político que tenía su apoyo era el Partido Socialista Revolucionario de los Trabajadores (Sudáfrica) (SRWP). Un portavoz dijo: "Todavía mantenemos que somos un movimiento que lucha por los derechos y la dignidad de las personas. SRWP es el único partido que habla el mismo idioma que nosotros, y aunque nuestro voto es por ellos, seguimos siendo una organización cívica independiente ".

## Represión

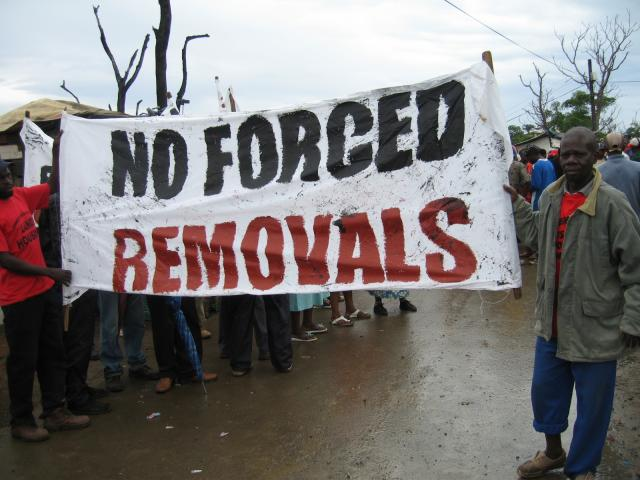
Protesta contra la supresión de Asentamientos Informales.

En los primeros días de Abahlali baseMjondolo, las personas en el partido gobernante a menudo lo acusaron de ser criminales manipulados por un hombre blanco malévolo, una tercera fuerza (Sudáfrica) o una agencia de inteligencia extranjera. El movimiento, como otros en Sudáfrica, ha sufrido acoso ilegal sostenido por parte del estado. Esto ha resultado en más de 200 arrestos de miembros de Abahlali baseMjondolo en los primeros tres años de su existencia y en la brutalidad policial reiterada en los hogares de las personas, en las calles y detenidos. En varias ocasiones, la policía utilizó munición real, vehículos blindados y helicópteros en sus ataques contra los habitantes de los asentamientos informales desarmados. En 2006, el administrador local de la ciudad, Mike Sutcliffe, implementó ilegalmente una prohibición completa del derecho de Abahlali a manifestar que finalmente fue revocado en la corte. A Abahlali baseMjondolo se le ha impedido violentamente aceptar invitaciones para aparecer en televisión y debates de radio por parte de la policía local. El Freedom of Expression Institute ha emitido una serie de declaraciones en apoyo firme del derecho de Abahlali a hablar y organizar protestas. El Centro de Derechos de Vivienda y Desalojos y un grupo de líderes prominentes de la iglesia también han emitido declaraciones públicas contra la violencia policial, al igual que el Obispo Rubin Philip en su capacidad individual, y en apoyo de la derecho del movimiento a expresar públicamente la disidencia. En marzo de 2008, el periódico The Mercury (Sudáfrica) informó que tanto Human Rights Watch como Amnistía Internacional estaban investigando abusos de derechos humanos contra habitantes de chozas por parte del gobierno de la ciudad.
Una reunión juvenil fue atacada en el asentamiento informal de Kennedy Road el 26 de septiembre de 2009. Un grupo de 40 personas ingresó en el asentamiento empuñando pistolas y cuchillos y atacó una reunión juvenil de Abahlali baseMjondolo. Dos personas murieron en el conflicto resultante. El periódico Mail & Guardian describió el ataque a Kennedy Road como un "trabajo de hacha". El 18 de julio de 2011, el caso contra los 12 miembros acusados de AbM colapsó. El Instituto de Derechos Socioeconómicos de Sudáfrica emitió un comunicado diciendo que "los cargos se basaron en evidencia que ahora parece haber sido fabricada" y que el juez describió a los testigos estatales como "beligerantes", "poco confiables" y "deshonesto". Amnistía Internacional señaló que el tribunal había descubierto que "la policía había ordenado a algunos testigos que señalaran a miembros de organizaciones vinculadas a Abahlali en el desfile de identificación".
IRIN, el boletín de la Oficina de la ONU para la Coordinación de Asuntos Humanitarios, informó en abril de 2010 que "El surgimiento de un movimiento organizado de personas pobres [Abahlali baseMjondolo] en la provincia más poblada de Sudáfrica, Provincia de KwaZulu-Natal, se enfrenta con una hostilidad creciente. por el gobierno gobernante del Congreso Nacional Africano (ANC)" y en abril de 2013 el movimiento demandó con éxito al Ministro de Policía por violencia contra tres de sus miembros.
El 26 de junio de 2013, el líder local de AbM, Nkululeko Gwala, fue asesinado en el asentamiento de la cabaña Cato Crest en Durban. Había liderado protestas por la distribución de viviendas públicas y recibió 12 disparos. Horas antes del asesinato, un político del ANC había dicho que era un alborotador. Otro activista local había sido asesinado a tiros en marzo. Nqobile Nzuza fue asesinado a tiros por la policía en la ocupación de tierra de Marikana (Durban) en septiembre de 2013, a la edad de 17 años. Después de cinco años, Phumlani Ndlovu (un oficial de policía de Cato Manor) fue encarcelado por 10 años. Otro miembro de Abahlali baseMjondolo fue asesinado el 29 de septiembre de 2014. Thuli Ndlovu, el presidente del movimiento de KwaNdengezi fue asesinado en su casa después de disputas con un concejal local sobre la asignación de viviendas. AbM acusó al concejal de participar en el asesinato. El 27 de febrero de 2015, el concejal local, Mduduzi Ngcobo, fue arrestado bajo sospecha de estar detrás del asesinato. Ngcobo y Velile Lutsheko (otro concejal del CNA) fueron condenados a cadena perpetua por el asesinato. Mlungisi Ndlovu, el pistolero que habían contratado, recibió una sentencia de 12 años de cárcel.
Después de que se hizo un llamado para que el alcalde de EThekwini, Zandile Gumede, renunciara para enfrentar cargos de extorsión y fraude, las oficinas de Abahlali baseMjondolo (AbM) en Durban fueron robadas en mayo de 2019. No se tomó dinero pero se robaron dos discos duros de la computadora. Cuando Zikode dijo que estaba preocupado por el momento del robo, el representante del alcalde respondió: "Esta es una acusación antigua, repetida e inventada por Abahlali... deben contactar a las agencias de seguridad relevantes si tienen evidencia en lugar de los medios".
A pesar de una moratoria sobre los desalojos durante la pandemia de COVID-19, el barrio marginal de eKhenana en Cato Crest, Durban, fue atacado por la unidad local de invasión anti-tierra y compañías de seguridad privadas. AbM acudió a los tribunales y los desalojos fueron declarados ilegales, en respuesta el comandante del equipo de invasión anti-tierra fue al asentamiento y disparó a un okupa en la cadera. Fue acusado de intento de asesinato pero no suspendido de su cargo.

## Apoyo de la iglesia
Abahlali baseMjondolo ha recibido un fuerte apoyo de algunos líderes clave de la iglesia, como el obispo de Natal, Rubin Phillip. En un discurso en el evento AbM Freedom Day el 27 de abril de 2008, Phillip dijo: 
The courage, dignity and gentle determination of Abahlali baseMjodolo has been a light that has shone ever more brightly over the last three years. You have faced fires, sickness, evictions, arrest, beatings, slander, and still you stand bravely for what is true. Your principle that everyone matters, that every life is precious, is very simple but it is also utterly profound. Many of us who hold dear the most noble traditions of our country take hope from your courage and your dignity.
El teólogo italiano Hermano Filippo Mondini ha intentado desarrollar una teología basada en el pensamiento político y las prácticas desarrolladas en Abahlali baseMjondolo.

## La Alianza de los pobres
En septiembre de 2008, Abahlali baseMjondolo, la Campaña contra el Desalojo de Cabo Occidental, el Movimiento de los Pueblos sin Tierra y la Red Rural (Abahlali baseplasini) formaron la Alianza de los Pobres. El presidente de la Campaña contra el desalojo dijo "Lo llamamos la Alianza de los Pobres para que nuestra gente pueda identificarse con ella". La coalición ha chocado repetidamente con el ANC. La Alianza de los Pobres rechaza la política electoral bajo el lema "¡No hay tierra! Ninguna casa! ¡Sin voto!". Abahlali baseMjondolo también se ha organizado en solidaridad con el Movimiento de los Pueblos Desempleados.

## Solidaridad internacional
En todo el mundo, Abahlali baseMjondolo tiene vínculos de solidaridad con muchos otros grupos, como Sendika en Estambul y la Asociación de Residentes Asentamientos Informales de Harare en Harare. En los Estados Unidos, está conectado con Domestic Workers United, The Poverty Initiative, Picture the Homeless y el Movimiento para justicia en Barrios en Nueva York. También cuenta con el apoyo del Proyecto de movilización de medios en Filadelfia y Take Back the Land en Miami.
Hay un Grupo de Solidaridad AbM en Inglaterra y el movimiento tiene vínculos con la Coalición de Londres contra la Pobreza y War on Want. En Italia, AbM está conectado con Clandestino y los Misioneros Combonianos.

## Críticas
Según el Dr. Michael Sutcliffe, Gerente de la Ciudad de EThekwini, la esencia de las tensiones entre Abahlali baseMjondolo y la Ciudad radica en el hecho de que el movimiento "rechaza la autoridad de la ciudad". Cuando el Tribunal Superior de Durban dictaminó que sus intentos de prohibir las marchas por parte de AbM eran ilegales, declaró que: "Haremos preguntas serias al tribunal porque no podemos permitir que la anarquía haga que nadie marche en ningún momento y lugar". Según Lennox Mabaso, portavoz del Departamento Provincial de Vivienda, el movimiento está "bajo el dominio de un agente provocador" que está "involucrado en operaciones clandestinas" y que ha sido "asignado para provocar disturbios". Los funcionarios de la ciudad continúan argumentando que el movimiento es una Tercera Fuerza que busca socavar el gobernante Congreso Nacional Africano con propósitos nefastos.
En diciembre de 2006, los miembros de Abahlali y los miembros de la Campaña contra el Desalojo del Cabo Occidental interrumpieron una reunión de los Movimientos Sociales Indaba en la Universidad de KwaZulu Natal y organizaron una protesta. Algunos académicos y activistas de ONG, todos los cuales tienen vínculos claros con una ONG local, el Centro para la Sociedad Civil, afirmaron que se trataba de un comportamiento criminal y de alguna manera ilegítimo en eso, según estas personas, fue en respuesta al despido de cuatro académicos vinculados con Abahlali baseMjondolo del Centro. Sin embargo, el WC-AEC emitió una declaración rechazando enérgicamente estas afirmaciones mientras que el periódico Mail and Guardian informó una explicación muy diferente de por qué Abahlali protestó por la reunión. Una tesis de maestría de Matt Birkinshaw explicó que la protesta ocurrió porque "Abahlali sintió que había una falta de democracia y participación genuinas debido a la cooptación de las ONG" en el SMI. El video en línea de la protesta realizada por Antonios Vradis indica que la manifestación fue pacífica y racional y que los movimientos tenían una clara crítica de la cooptación de las ONG al SMI.
En octubre de 2010, Abahlali baseMjondolo del Cabo Occidental pidió un mes de acción directa. Mzonke Poni, presidente de la estructura de Ciudad del Cabo en ese momento, respaldó públicamente los bloqueos de carreteras como una táctica legítima durante esta huelga. La Campaña de Acción de Tratamiento (TAC) y el Partido Comunista de Sudáfrica, este último un aliado importante del gobernante ANC, emitieron fuertes declaraciones condenando la campaña y etiquetándola como "violenta" y "anarquista" y reaccionaria. Abahlali baseMjondolo respondió diciendo que su apoyo a los bloqueos de carreteras no fue violento y que "nunca hemos pedido violencia. La violencia es un daño para los seres humanos. Bloquear un camino no es violencia ". También dijeron que el ataque del SACP se debió realmente a la insistencia del movimiento en organizarse de manera autónoma desde el Congreso Nacional Africano. Después de la huelga de AbM Western Cape, hubo algunas protestas en la sección TR de Khayelitsha en las que los vehículos resultaron dañados. AbM WC atribuyó estas protestas a la Liga Juvenil ANC al igual que Helen Zille y la propia Liga Juvenil. Según la revista Leadership Magazine "La Liga Juvenil ANC en la provincia ha secuestrado las protestas pacíficas de prestación de servicios organizadas por el movimiento social Abahlali baseMjondolo en Khayelitsha en un intento violento, destructivo y desesperado de movilizar apoyo para el ANC contra la Alianza Democrática provincial de la provincia y gobiernos municipales ".

## Activistas notables deAbahlali baseMjondolo
| Nombre             | Ubicación                                  | Información                                                         | Referencia |
| ------------------ | ------------------------------------------ | ------------------------------------------------------------------- | ---------- |
| Lindela Figlan     | Durban                                     | Activista de vivienda, realizó gira de conferencias por Reino Unido | [ 212 ]    |
| Nkululeko Gwala    | Durban                                     | Activista de vivienda de Cato Crest, asesinado en 2013              | [ 162 ]    |
| Louisa Motha       | Durban                                     | Coordinador local                                                   | [ 109 ]    |
| Shamita Naidoo     | Durban                                     | Presidente local                                                    | [ 213 ]    |
| Mnikelo Ndabankulu | Durban                                     | Portavoz de Durban (hasta 2014)                                     | [ 214 ]    |
| Zodwa Nsibande     | Durban                                     | Secretario general de la liga juvenil                               | [ 215 ]    |
| Nqobile Nzuza      | Ocupación de la tierra de Marikana, Durban | Asesinada en 2013 en una protesta contra el desalojo                | [ 166 ]    |
| Raj Patel          | Estados Unidos, Sudáfrica, Zimbabue        | Gerente del sitio web                                               | [ 216 ]    |
| Mzonke Poni        | cabo Oeste                                 | Expresidente                                                        | [ 217 ]    |
| S'bu Zikode        | Durban                                     | Presidente de AbM                                                   | [ 218 ]    |
| Philani Zungu      | Durban                                     | Vicepresidente 2006–2007                                            | [ 219 ]    |